# Scenopinus evansi
Scenopinus evansi är en tvåvingeart som beskrevs av Kelsey 1969. Scenopinus evansi ingår i släktet Scenopinus och familjen fönsterflugor. Inga underarter finns listade i Catalogue of Life.